# Ильбяковское сельское поселение
Ильбяковское сельское поселение — сельское поселение в Азнакаевском районе Татарстана.
Административный центр — село Ильбяково.
В состав поселения входит 4 населённых пункта.

## Административное деление
- с. Ильбяково
- дер. Ирекле
- дер. Тархан
- пос. Тырыш